# عبد العزيز الميمني
عبد العزيز المَيمَني الرَّاجَكُوتي (1306 - 1398هـ / 1888- 1978م) علامة لغوي وأديب شاعر، وخبير بالمخطوطات وبحَّاثة محقِّق، من أهل الهند.

عبد العزيز المَيمَني الرَّاجَكُوتي في شبابه.

## سيرته
هو عبد العزيز بن عبد الكريم بن يعقوب المَيْمَني الرَّاجَكُوتي الأثري. ولد في راجكوت وإليها انتسب، وتوفي في مدينة كراتشي يوم الجمعة 26 ذي القعدة 1398هـ الموافق 27 تشرين الأول 1978م.
كان مختصًا في معرفة المخطوطات العربية في الهند.
التحق عبد العزيز الميمني بالكتّاب، وتعلم مبادئ القراءة والكتابة، وحفظ القرآن الكريم، ثم استكمل دراسته العالية في «لكهنو» و «رامبور» و «دلهي»، والتقى بشيوخ كثيرين من أمثال الشيخ حسين بن محسن الأنصاري الخرزجي السعدي، وقد أجازه برواية الحديث النبوي، ونذير أحمد الدِّهلوي، ومحمد طيب المكي.
وبدأ الميمني حياته بالكلية الإسلامية ببيشاور، حيث قام بتدريس العربية والفارسية، ثم انتقل منها إلى الكلية الشرقية بمدينة لاهور عاصمة إقليم البنجاب، ثم استقر بالجامعة الإسلامية في عليكرة (عَلي كَر)، وظل يتدرج بها في المناصب العلمية حتى عين رئيساً للأدب العربي بالجامعة، ومكث بها حتى أحيل إلى التقاعد، لكنه لم يركن للراحة فلبى دعوة جامعة كراتشي بباكستان، ليتولى رئاسة القسم العربي بها، وأسندت إليه مناصب علمية أخرى، فتولى إدارة معهد الدراسات الإسلامية لمعارف باكستان، وظل يعمل في هذه الجامعة حتى وفاته.

## آثاره
من تحقيقاته:
1. الطرائف الأدبية - لجنة التأليف والترجمة والنشر، القاهرة، 1356 هـ.
2. سِمْط اللآلي في شرح أمالي القالي لأبي عبيد البكري - الطبعة الثانية، دار الحديث، بيروت، 1404 هـ.
3. ديوان حُمَيد بن ثور الهِلالي وفيه بائية أبي الوفاء الإيادي - الدار القومية، القاهرة، 1384 هـ.
4. ديوان سُحَيم عبد بَني الحَسْحاس - الدار القومية، القاهرة، 1384 هـ.
5. أبو العلاء وما إليه، فائت شعر أبي العلاء، رسالة الملائكة - المطبعة السلفية، القاهرة، 1344 هـ.
6. الوحشيات: وهي الحماسة الصغرى لأبي تمام الطائي - الدار المعارف، القاهرة، 1383 هـ.
7. نسب عدنان وقحطان لأبي العباس المبرد، وهي رسالة صغيرة حققها ونشرتها لجنة التأليف والترجمة سنة 1354 هـ.
8. المنقوص والممدود للفرّاء والتنبيهات على أغاليط الرواة لعلي بن حمزة، ونشر الكتابان معاً في سلسلة ذخائر العرب التي تصدرها دار المعارف بالقاهرة سنة 1397 هـ.
9. كتاب إقليد الخزانة، وهو فهرس للكتب الواردة في خزانة الأدب لعبد القادر البغدادي، وقد طبعته جامعة البنجاب في الهند سنة 1927م.
10. الفاضل في اللغة والأدب لأبي العباس المبرد - دار الكتب المصرية، القاهرة، 1375 هـ.

وجُمِعَت مقالاته وبحوثه في اللغة والأدب بعد وفاته في مجلدين بعنوان (بحوث وتحقيقات) قام عليها محمد اليعلاوي، ونشرته دار الغرب الإسلامي ببيروت.

## وفاته
وقد امتدَّ به العمر حتى بلغ التسعين، وهو موفور النشاط، وتوفي في يوم الجمعة 26 من ذي القَعدة 1398هـ الموافق 27 من أكتوبر 1978م بعد حياة حافلة، وأصدرت مجلة المجمع العلمي الهندي عدداً ممتازاً عنه، وقام الدكتور شاكر الفحام رئيس مجمع اللغة العربية بدمشق بدراسة مؤلفاته وتحقيقاته، ونشر هذه الدراسة في مجلة المجمع في المجلد الرابع والخمسين سنة 1399هـ/ 1979م.